# U-Drop Inn
O U-Drop Inn, também conhecido como Tower Station and U-Drop Inn e Tower Café, foi construído em 1936 em Shamrock, Texas, ao longo da histórica rodovia Rota 66, no Condado de Wheeler. Inspirado na imagem de um prego preso no solo, o edifício foi projetado por J. C. Berry. Um exemplo incomum de arquitetura art déco aplicada a um posto de gasolina e restaurante, o edifício apresenta duas torres alargadas com detalhes geométricos, massa curvilínea, paredes de azulejos de cerâmica vitrificada e detalhes de luz neon. Tradicionalmente, ele abriga dois negócios distintos: "Tower Station", um posto de gasolina no lado oeste, e o "U-Drop Inn", uma cafeteria no lado leste. Embora tenha passado de mãos várias vezes em sua história, o edifício sempre abrigou os mesmos tipos de negócios para os quais foi originalmente construído.
Antes considerado um belo e impressionante exemplo da arquitetura da Rota 66 no Texas, o U-Drop Inn caiu em desuso com a desativação da Rota 66. Ele fechou as portas no final da década de 1990. Depois de ser listado no Registro Nacional de Lugares Históricos em setembro de 1997, o edifício foi comprado pelo First National Bank of Shamrock, que o doou à cidade. Financiada principalmente por um subsídio federal de US$ 1,7 milhão, a cidade contratou uma empresa especializada em renovação histórica para restaurar o edifício à sua glória original e adaptá-lo a um museu, centro de visitantes, loja de presentes e à câmara de comércio da cidade. No filme de animação Carros, de 2006, a cidade fictícia de Radiator Springs foi baseada em vários pontos de referência reais da Rota 66 dos EUA, de Peach Springs a Baxter Springs; a arquitetura distinta do U-Drop Inn aparece como a oficina de pintura e carroceria de Ramone.

## História

### Primeiros dias
Inaugurado em 1º de abril de 1936, o U-Drop Inn foi construído por J.M. Tindall usando um projeto criado por seu amigo, John Nunn, que riscou o projeto em um pedaço de terra na entrada de um motel próximo. Tindall pediu ao arquiteto de Pampa, J.C. Berry, que elaborasse as plantas da estrutura art déco, e a construção começou no movimentado cruzamento da Rota 66 com a Rota 83 dos EUA. Nunn, whose family owned and ran the business, sponsored a contest to decide the name of the new building. An eight-year-old boy won a week's worth of waitressing pay (approximately $50.00 at the time) with his entry of "U-Drop Inn." Nunn, cuja família era proprietária e gerente da empresa, patrocinou um concurso para decidir o nome do novo edifício. Um menino de oito anos ganhou uma semana de salário de garçom (aproximadamente US$ 50,00 na época) com o nome "U-Drop Inn". Além de uma cafeteria, o edifício abrigava um posto de gasolina que vendia combustível da marca Conoco e uma loja. A loja nunca chegou a ser aberta como loja, tornando-se um salão de baile e uma área de refeições para o café.
Quando a empresa foi inaugurada, o jornal local a chamou de "o edifício mais moderno de seu tipo na U.S. Highway 66 entre Oklahoma City e Amarillo", e a cafeteria foi considerada "o mais chique dos locais de alimentação chiques". Na época da inauguração, a U-Drop era a única cafeteria em um raio de 160 km de Shamrock, desfrutando de um negócio rápido e se tornando um estabelecimento bem-sucedido. Nunn vendeu a pousada depois de vários anos, mas a comprou de volta em 1950 e a rebatizou de Nunn's Café. Em 1957, John Nunn faleceu e sua esposa Bebe vendeu o café para Grace Brunner, que novamente o renomeou, dessa vez para Tower Café, e acrescentou uma estação de ônibus Greyhound.

### Declínio
Após a morte de Nunn, o prédio passou pelas mãos de mais alguns proprietários e o posto vendeu gasolina de várias outras empresas. Na década de 1970, Fina assumiu o controle do prédio, pintando-o de vermelho, branco e azul. No início da década de 1980, James R. Tindall, Sr., comprou o prédio, cuja construção foi originalmente financiada por seu pai, repintando-o com as cores originais e mudando o nome para U-Drop Inn. comprou o edifício, cuja construção foi originalmente financiada por seu pai, repintou-o com as cores originais e mudou o nome de volta para o nome original de U-Drop Inn. Em meados da década de 1990, o edifício foi retomado pelo banco e fechou completamente em 1997. Até seu fechamento, o café do U-Drop foi elogiado por sua "comida caseira" saborosa e de baixo custo.
Com a assinatura da Federal-Aid Highway Act of 1956, a Rota 66 entrou em declínio, com segmentos sendo contornados por rodovias e estradas mais novas. Com a abertura da Interstate 40, Shamrock se tornou uma das cidades contornadas e o U-Drop Inn, que já serviu a milhares de viajantes, caiu em desuso devido à negligência. Em 1984, a Rota 66 foi desativada pela American Association of State Highway and Transportation Officials, parecendo selar o destino da cidade e do U-Drop Inn. Em 1990, várias associações históricas estaduais e locais iniciaram esforços para preservar os marcos arquitetônicos ao longo da antiga rota, especialmente os muitos motéis abandonados ou em ruínas.

### Restauração
Chamado de "um dos exemplos mais impressionantes" da arquitetura da Rota 66 pela Comissão Histórica do Texas, o U-Drop Inn foi incluído no Registro Nacional de Lugares Históricos em 18 de setembro de 1997. Em maio de 1999, o First National Bank of Shamrock comprou o U-Drop Inn e o doou à cidade de Shamrock.

A cidade de Shamrock começou a tomar medidas para recuperar a estrutura abandonada como atração turística. Em 2000, a cidade contratou a Phillips Swager Associates of Dallas and Architexas, uma empresa especializada em preservação histórica, para começar a implementar um plano de restauração em fases.
A empresa adaptou o antigo posto de gasolina e café para atuar como câmara de comércio e centro de visitantes da comunidade, preservando as características arquitetônicas e a autenticidade histórica do edifício. Fotografias antigas e entrevistas com moradores foram usadas para ajudar a empresa a descobrir os detalhes originais do edifício. Eles removeram décadas de camadas de tinta e tecido para encontrar as cores originais do interior e do exterior. Um dos aspectos mais difíceis foi a restauração dos detalhes em neon. Embora as fotografias históricas mostrassem onde havia neon, todas foram tiradas durante o dia, quando as luzes de neon estavam apagadas, dificultando a determinação da cor original das luzes.
A restauração também incluiu a transformação do edifício em um museu de sua própria história, dando-lhe a aparência autêntica de um posto de gasolina em funcionamento de 1940. Com um financiamento de US$ 1,7 milhão do Transportation Equity Act for the 21st Century, a restauração foi concluída em julho de 2003.
Em maio de 2013, a iluminação de neon do U-Drop Inn restaurado foi danificada por uma tempestade de granizo; os elementos danificados foram substituídos por LEDs em fevereiro de 2014. A cafeteria voltou a servir bebidas de fonte, café e carros alegóricos em 2014, depois de muitos anos sem serviço de alimentos ou bebidas.

## Arquitetura
Com seus tijolos esmaltados, motivo em "ziguezague", fortes elementos verticais e a estrutura decorativa, especialmente a "tulipa" de metal, o edifício é considerado um excelente exemplo do estilo Art déco. O estilo Art Déco era mais comumente visto em grandes edifícios comerciais e públicos, portanto, seu uso em um posto de gasolina e restaurante de beira de estrada era raro. O U-Drop é um dos poucos cafés Art Déco construídos na década de 1930 e se destaca arquitetonicamente de seus pares, pois a maioria dos cafés da era da Grande Depressão tinha projetos mais simples e semelhantes de estrutura de madeira e ripas ou seguia o ramo Streamline Moderne do Art Déco.
O prédio original foi projetado por John Nunn e pelo arquiteto J. C. Berry. O prédio de concreto e tijolos de um andar tem um layout retangular modificado com um telhado plano. Possui uma torre alargada sobre o posto de gasolina e dois toldos, um voltado para a Rota 66 e outro para a Highway 83, sobre a frente do escritório do posto de gasolina. Na parte de trás, uma segunda torre, mais curta, abrigava o restaurante. Os prédios principais foram construídos com telhas de barro estruturais e tijolos de terracota esmaltados. As duas torres são revestidas de estuque com telhas decorativas de terracota esmaltadas em verde e dourado e formas escalonadas de concreto fundido. Projetadas para atrair a atenção dos motoristas que passam, as torres também apresentam detalhes geométricos, massa curvilínea e são delineadas com iluminação de neon, o que acrescenta mais personalidade e exclusividade ao projeto do edifício.
Historicamente, o U-Drop Inn abrigava dois negócios separados que compartilhavam uma única parede interna. O lado oeste, comumente chamado de "Tower Station", "é dominado por um grande obelisco de quatro lados que se ergue do telhado plano e é encimado por uma "tulipa" de metal." A torre exibia o nome da estação, Conoco, em letras maiúsculas em cada lado, com iluminação de neon nos cantos. O detalhamento vertical esfregado acompanha a base de ambas as torres, bem como dois dosséis que se estendem para o sul e para o oeste da torre oeste. Os postes dos dosséis foram originalmente revestidos com azulejos decorativos e placas de metal antigas. Entre os postes da cobertura há ilhas de combustível projetadas para abrigar três bombas de combustível cada. As bombas da década de 1960 estão situadas nas ilhas, sendo três no dossel oeste e duas no sul. Um canto chanfraduo separa os dois dosséis. Janelas com vários painéis cercam as portas de vidro do escritório, além de dominarem grande parte do lado sul do edifício. Entre o escritório e a cafeteria, há dois compartimentos de estação de serviço com portas suspensas em estilo roll-up.
O lado leste do edifício, comumente chamado de "U-Drop Inn Café", tem um design semelhante, com três lados e uma versão mais curta da torre principal. Espelhando o texto "Conoco", ela tem "Café" escrito na mesma tinta verde com letras em sombreado e uma pequena esfera de metal ornamental no topo. Logo abaixo da torre, uma placa estendida de metal e madeira, acrescentada em 1950, exibe o nome do edifício e aponta para a entrada rebaixada. Esse lado reflete os detalhes de azulejos encontrados no lado da estação e já teve uma "explosão estelar" de neon ao redor do letreiro e da entrada. Dentro da cafeteria, as paredes internas leste e sul são revestidas de cabines. A parede norte contém dois pequenos banheiros, com a cozinha localizada no canto nordeste. Na parede sul, uma porta recuada, ladeada por grandes janelas de vidro único, levava à sala de jantar principal da cafeteria. O exterior do prédio é pintado de bege com detalhes em verde escuro. Na fachada norte, o tijolo original permanece sem pintura.

## Na cultura popular
O filme de animação Carros, da Pixar, de 2006, se passa no vilarejo de Radiator Springs, que foi criado como uma composição de marcos e personalidades reais encontrados pelos artistas da Pixar em várias viagens de pesquisa em 1.900 km da antiga Rota 66 dos EUA. Entre os edifícios e estruturas baseados nos marcos da Rota 66 está uma versão da Tower Station. O design e a arquitetura exclusivos do U-Drop Inn são retratados como uma oficina de carroceria de propriedade do personagem Ramone, um Chevrolet Impala lowrider.